# Crambus cypridalis
Crambus cypridalis là một loài bướm đêm trong họ Crambidae.